# Mosse Stoopendaal
Wilhelm Jakob "Mosse" Stoopendaal, född 12 februari 1901 i Södertälje, död 16 januari 1948, var en svensk målare och tecknare.

## Uppväxt
Han var son till konstnärerna Georg Stoopendaal och Anna Stoopendaal. Familjen flyttade till Eneby i Ytterjärna församling men stannade bara två år innan de flyttade vidare till Stockholm. 1908 flyttade familjen till Härryda, där Stoopendaals faster, landskapsmålaren Ebba Stoopendaal, bodde. Han ägnade sig redan i mycket unga år åt tecknande och måleri. Han befriades från skolgången, kanske av hälsoskäl, och lärde sig att läsa och skriva av sin mor. Han var inte särskilt intresserad av annat än målning och jakt. Han tecknade stora mängder, särskilt naturmotiv och gärna fåglar. Han fick möjligtvis en lite splittrad konstutbildning i Göteborg vid 17–18 års ålder, men var huvudsakligen självlärd. 1921 flyttade familjen från Härryda till Hindås.

## Yrkesliv
Hans läromästare var fadern Georg, men även modern präglade hans utveckling. Hans ateljé var främst ute i naturen men han skapade sedermera en ateljé i Arkaden i Göteborg.   Stoopendaals verk jämförs ofta med Bruno Liljefors, vars konst inspirerade honom. Båda hade ett intresse för jakt. Stoopendaal är representerad vid bland annat Kalmar konstmuseum och Jula konsthall i Skara.

## Privatliv
Stoopendaal var gift med Elsa Stake. Han bodde under sitt yrkesliv åter i Härryda (Lilla Assmundtorp) där han avled genom en olyckshändelse 1948. 